# Bergstjärnen (Ströms socken, Jämtland)
Bergstjärnen är en sjö i Strömsunds kommun i Jämtland och ingår i Ångermanälvens huvudavrinningsområde. Sjön har en area på 0,056 kvadratkilometer och ligger 278,1 meter över havet.

## Delavrinningsområde
Bergstjärnen ingår i det delavrinningsområde (709251-149809) som SMHI kallar för Inloppet i Lill-Vattnet. Medelhöjden är 329 meter över havet och ytan är 14,92 kvadratkilometer. Det finns inga avrinningsområden uppströms utan avrinningsområdet är högsta punkten. Regasjöån (Hössjöån) som avvattnar avrinningsområdet har biflödesordning 4, vilket innebär att vattnet flödar genom totalt 4 vattendrag innan det når havet efter 169 kilometer. Avrinningsområdet består mestadels av skog (67 procent) och sankmarker (30 procent). Avrinningsområdet har 0,14 kvadratkilometer vattenytor vilket ger det en sjöprocent på 0,9 procent.